# Tritanòpsia

Colors de l'arc de Sant Martí, com s'ha vist per una persona sense trastorns de la percepció del color

Colors de l'arc de Sant Martí vist per una persona que pateix de tritanopia

La tritanòpsia o tritanopia és la discromatòpsia per al tercer color fonamental de l'espectre, el blau violat. És deguda a l'absència del pigment fotosensitiu dels cons retinals corresponent al blau.